# National Democratic Alliance Army-Eastern Shan State

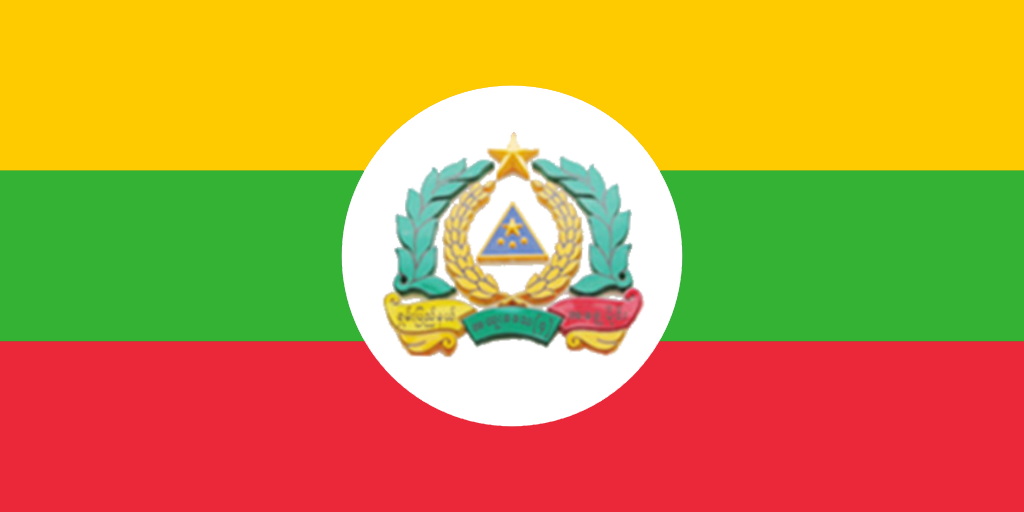
Flagge der NDAA

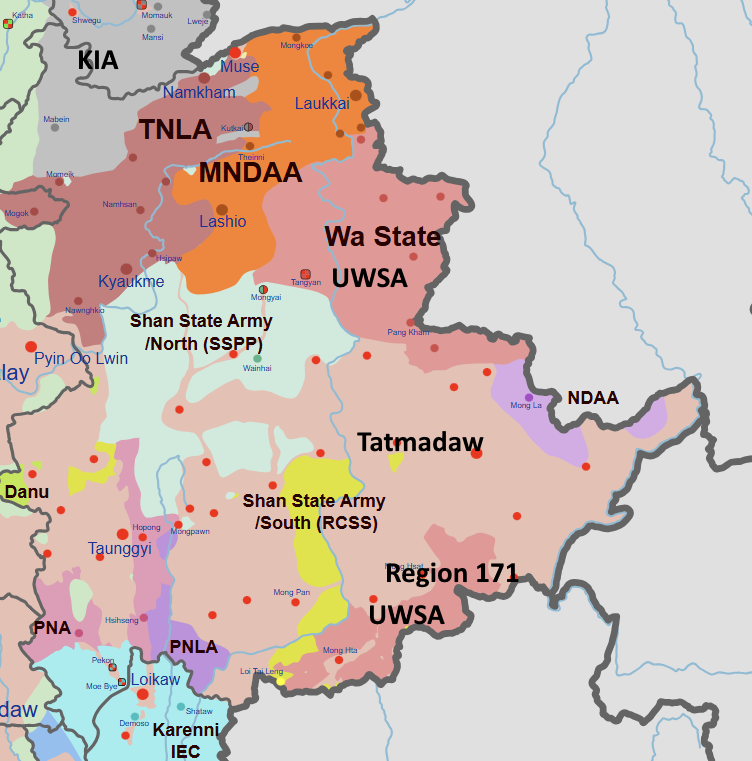
Situation im Shan-Staat 2025, Gebiete des NDAA-ESS in lila

Die National Democratic Alliance Army-Eastern Shan State (NDAA-ESS) (Birmesisch:အမျိုးသားဒီမိုကရေစီ သွေးစည်းညီညွတ်ရေးတပ်မတော်; auch Shan State (East) Special Region No. 4 oder Mongla Group)  ist eine bewaffnete Gruppe unter General Lin Mingxian alias Sai Leunin in  Myanmar, dem ehemaligen Birma. Die NDAA-ESS ist eng mit der United Wa State Army und Mong La verbunden. Das Hauptquartier der NDAA-ESS befindet sich in Mong La im Dreiländereck zwischen Myanmar, China und Laos. Die NDAA-ESS beherrscht die sogenannte Spezial Region 4 des Shan-Staats. Die NDAA-ESS war ursprünglich ein Teil der Communist Party of Burma (CPB). Nach einer Rebellion innerhalb der CPB im Jahre 1989 vereinbarte die NDAA-ESS mit dem Militärregime in Rangun einen Waffenstillstand.
Dabei wurde der NDAA-ESS Autonomie über das Gebiet von Mong La zugesichert, solange Myanmar keine neue Verfassung bekommt. Die NDAA-ESS ist der militärische Arm des Peace and Solidarity Committees. 2023 wurde die Anzahl der aktiven Bewaffneten von Myanmar Peace Monitor auf mehr als 3000 Mann geschätzt.

## Zusammensetzung
Die NDAA-ESS besteht offiziell aus 3 Brigaden:
- Hauptquartier-Brigade mit 3 Bataillonen.
- Die Brigade 369 mit 5 Bataillonen.
- Die Brigade 911 mit 7 Bataillonen.

## Verwechslungsgefahr
Die National Democratic Alliance Army-Eastern Shan State darf nicht mit der bewaffneten Organisation der Kokang Chinesen Myanmar Nationalities Democratic Alliance Army, kurz MNDAA verwechselt werden. Die MNDAA bekämpft die Zentralregierung von Myanmar aktiv, während sich die NDAA-ESS weiterhin an den Waffenstillstand hält.